# 太平镇 (重庆市)
太平镇，是中华人民共和国重庆市铜梁区下辖的一个乡镇级行政单位。

## 行政区划
太平镇下辖以下地区：
白云社区、白云村、余家村、凉水村、垣楼村、太平村、坪漆村、双福村、万寿村、团碾村和铁鹅村。